# Jazeh Tabatabai
Jazeh Tabatabai, (en persa ژازه طباطبایی), nacido en Teherán en 1931 y fallecido el 9 de febrero de 2008, es un artista de vanguardia iraní; además de la pintura, trabajó la poesía, la escultura y el drama.

## Datos biográficos
Jazeh escribe su primer cuento llamado "arena y paja" con doce años de edad.
A los 20 años entra en la escuela de Arte Dramático.
Estudió en la Facultad de Bellas Artes de la Universidad de Teherán, hasta 1960. 
Tabatabai recibió más de diez importantes premios internacionales por sus pinturas y esculturas. 
Tabatabai forma parte de la escuela Saqakhaneh (مکتب سقاخانه en persa). Este movimiento de vanguardia es el reflejo de otros que se desarrollaron en ese momento en todo el mundo, y estuvo promovido por el enfrentamiento a la concepción tradicional del arte.
Fue fundador y director de la Iran Modern Art Gallery en Teherán, Irán.

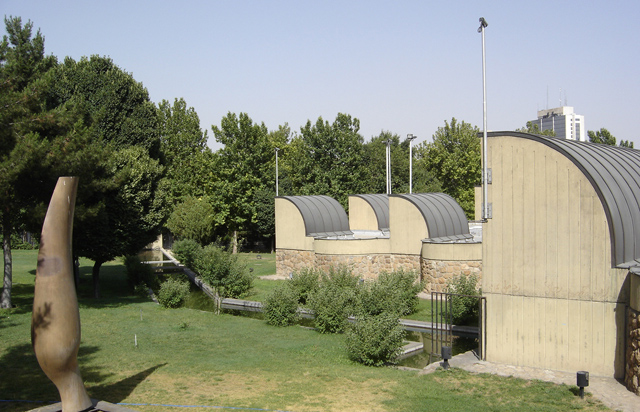
Museo de Arte Contemporáneo de Teherán, fundado y dirigido por Tabatabai.

Jazeh pasó los últimos años de su vida en España (vivió en Vigo) y, a menudo viajaba temporalmente a Irán. En la fecha persa del 20 de bahmán de 1386, a la edad de 77 años, murió en el Hospital Atieh de Teherán.

## Exposiciones
Sus trabajos han sido exhibidos en exposiciones temporales en Gran Bretaña, India, Italia, Alemania, España Grecia, Australia, Francia y Estados Unidos.
- Bienal de Teherán I, II, III, IV y V; exposiciones individuales en Beirut, Viena, Fráncfort del Meno, Londres, Madrid, Barcelona, Tokio y Teherán[6]
- Sus obras han formado parte de las Bienales de París, Sao Paulo, Venecia.

## Obras
Actualmente es más conocido por sus esculturas figurativas de metal, realizadas a partir de piezas metálicas, trozos de automóvil y restos industriales ensamblados. En su obra se repite la temática del sol y la mujer.
Parte de sus obras se conservan en colecciones privadas (Farah Diba, Amir Abbás Hoveydá o Jimmy Carter, por ejemplo) y en varios museos alrededor del mundo (incluidos el Louvre y el Metropolitan Museum of Art).
En el Museo de Arte Moderno de Teherán se conserva una importante colección de sus obras. Allí podemos encontrar tanto pintura como escultura.

## Obras sobre Tabatabai
Khosrow Sinai rodó una película biográfica sobre Jazeh Tabatabai.